# Fedorit
Fedorit ist ein sehr selten vorkommendes Mineral aus der Mineralklasse der „Silikate und Germanate“ mit der chemischen Zusammensetzung (K,Na)2,5(Ca,Na)7Si16O38(OH,F)2·3,5H2O. Die in den runden Klammern angegebenen Elemente Kalium, Natrium und Calcium sowie Fluor- und Hydroxidionen können sich in der Formel jeweils gegenseitig vertreten (Substitution, Diadochie), stehen jedoch immer im selben Mengenverhältnis zu den anderen Bestandteilen des Minerals.
Fedorit kristallisiert im triklinen Kristallsystem und entwickelt pseudohexagonale, glimmerartig tafelige Kristalle, die denen von Muskovit ähneln.
In reiner Form ist Fedorit farblos und durchsichtig. Durch vielfache Lichtbrechung aufgrund von Gitterbaufehlern oder polykristalliner Ausbildung kann er aber auch durchscheinend creme- bis perlweiß sein und durch Fremdbeimengungen eine blassrote Farbe annehmen.

## Etymologie und Geschichte

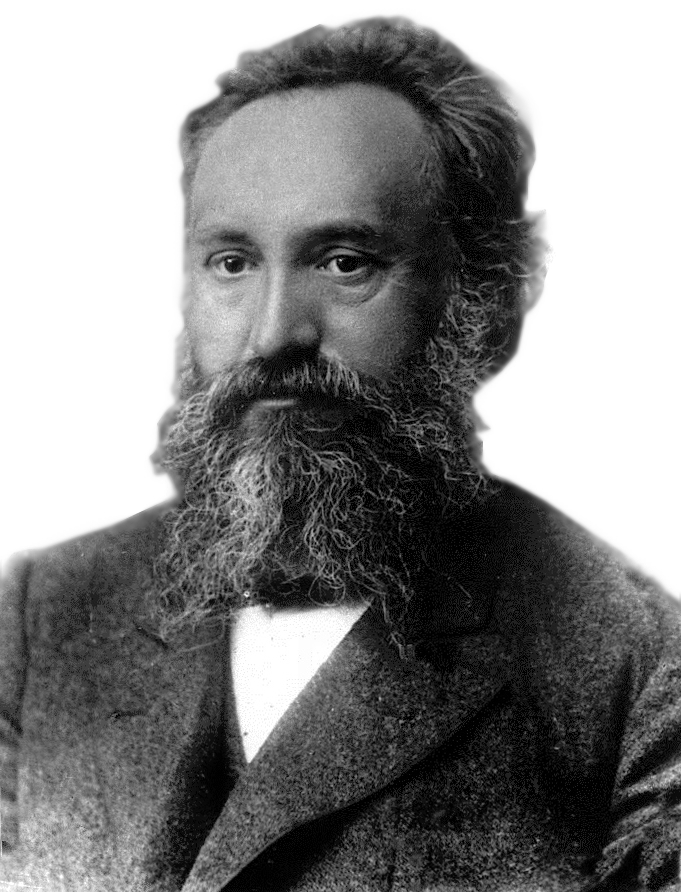
Jewgraf Stepanowitsch Fjodorow (1853–1919)

Erstmals entdeckt wurde Fedorit im Turiy-Massiv (Mys Tury) auf der Halbinsel Kola in der Oblast Murmansk von Nordwestrussland. Die wissenschaftliche Beschreibung des Minerals nahmen 1965 Aleksandr Aleksandrovich Kukharenko, M. P. Orlova, und A. G. Bulakh vor, die es nach dem russischen Mathematiker, Kristallographen und Mineralogen Jewgraf Stepanowitsch Fjodorow benannten. Fjodorow (Fedorev) interessierte sich sehr für die mathematische Gruppentheorie und stellte wichtige Konzepte für Polytypismus und die Theorie der ebenen, kristallographischen Gruppe (englisch: „wallpaper theory“ oder „wallpaper group“) vor, die später bei der Lösung von Kristallstrukturen verwendet wurden.
Typmaterial des Minerals wird im Mineralogischen Museum der Universität Sankt Petersburg unter der Katalog-Nr. 1505/2-3, im Geologischen Museum des Wissenschaftszentrums der Russischen Akademie der Wissenschaften in Apatity auf der Halbinsel Kola unter der Katalog-Nr. 1873 sowie im Mineralogischen Museum der Russischen Akademie der Wissenschaften in Moskau unter den Katalog-Nr. 73038-73040, 73371, 73772 und vis5121 aufbewahrt.

## Klassifikation
Bereits in der veralteten 8. Auflage der Mineralsystematik nach Strunz gehörte der Fedorit zur Mineralklasse der „Silikate“ und dort zur Abteilung „Schichtsilikate (Phyllosilikate)“, wo er zusammen mit Gyrolith, Reyerit und Zeophyllit sowie im Anhang mit Cavansit die „Reyerit-Zeophyllit-Gruppe“ mit der Systemnummer VIII/E.14 bildete.
Im zuletzt 2018 überarbeiteten „Lapis-Mineralienverzeichnis“, das sich im Aufbau noch nach der alten Form der Systematik von Karl Hugo Strunz richtet, erhielt das Mineral die System- und Mineralnummer VIII/H.34-028. In der „Lapis-Systematik“ entspricht dies der Klasse der „Silikate“ und dort der Abteilung „Schichtsilikate“, wo Fedorit zusammen mit Armstrongit, Cairncrossit, Ellingsenit, Gyrolith, Lalondeit, Martinit, Minehillit, Orlymanit, Reyerit, Truscottit, Tungusit und Zeophyllit eine unbenannte Gruppe mit der Systemnummer VIII/H.34 bildet.
Die von der International Mineralogical Association (IMA) zuletzt 2009 aktualisierte 9. Auflage der Strunz’schen Mineralsystematik ordnet den Fedorit in die erweiterte Klasse der „Silikate und Germanate“, dort aber ebenfalls in die Abteilung „Schichtsilikate (Phyllosilikate)“ ein. Diese ist weiter unterteilt nach Struktur der Silikatschichten, so dass das Mineral entsprechend seinem Aufbau in der Unterabteilung „„Einfache tetraedrische Netze aus 6-gliedrigen Ringen, verbunden über oktaedrische Netze oder Bänder““ zu finden ist, wo es nur zusammen mit Martinit eine unbenannte Gruppe mit der Systemnummer 9.EE.80 bildet.
In der vorwiegend im englischen Sprachraum gebräuchlichen Systematik der Minerale nach Dana hat Fedorit die System- und Mineralnummer 73.01.03.01. Dies entspricht der Klasse der „Silikate“ und dort der Abteilung „Schichtsilikate mit kondensierten tetraedrischen Schichten“. Hier findet er sich als einziges Mitglied in einer unbenannten Gruppe mit der Systemnummer 73.01.03 innerhalb der Unterabteilung „Schichtsilikate: kondensierte tetraedrische Schichten mit doppelten Lagen“.

## Kristallstruktur
Fedorit kristallisiert triklin in der Raumgruppe P1 (Raumgruppen-Nr. 2). Die gemessenen Gitterparameter an Proben verschiedener Fundorte ergaben bei einer Formeleinheit pro Elementarzelle folgende Werte:
- a = 9,6300(7) Å; b = 9,6392(7) Å; c = 12,6118(9) Å; α = 102,422(1)°; β = 96,227(1)° und γ = 119,888(1)° für Proben aus der Typlokalität Turiy-Massiv
- a = 9,6450(7) Å; b = 9,6498(7) Å; c = 12,6165(9) Å; α = 102,427(1)°; β = 96,247(1)° und γ = 119,894(1)° für Proben vom kleinen Murun

## Bildung und Fundorte
An seiner Typlokalität im Turiy-Massiv auf der Halbinsel Kola fand sich Fedorit in feinen Äderchen in fenitisiertem Sandstein. Als Begleitminerale traten Apophyllit, Narsarsukit und Quarz auf. Weitere bisher bekannte Fundorte in Russland sind das Kedrowji-(Kedrovyi)-Massiv, Podsnezhnik und das (Wostotschni-)Vostochnyi-Gebiet als Teil des Murun-Massivs im Aldanhochland in der Republik Sacha (Jakutien) sowie eine große Spalteneruption am Vulkan Tolbatschik im Fernen Osten Russlands.
Weltweit ist bisher nur ein einziger weiterer Fundort bekannt (Stand 2023) und zwar der Schellkopf bei Brenk im rheinland-pfälzischen Landkreis Ahrweiler in Deutschland.